# 로망 ~MY DEAR BOY~
로망 ~MY DEAR BOY~(浪漫 〜MY DEAR BOY〜 낭만 ~마이 디어 보이~[*])는 2004년 5월 12일에 발매된 모닝구무스메의 스물두 번째 싱글이다.

## 개요
- 모닝구무스메 주연 뮤지컬 《HELP!! 뜨거운 지구를 식히자》의 주제가로 기용되었다.

- 연주에는 린드버그, BARBEE BOYS, 레베카와 1980년 ~ 1990년에 활약한 밴드 멤버가 참여하였다.

- 초회한정반은 3방배 BOX 사양,[1] 미니 포스터가 부록이다.

## 수록곡
1. 浪漫 ~MY DEAR BOY~
작사, 작곡 : 층쿠 / 편곡 : 스즈키 슌스케
2. ファインエモーション!
작사, 작곡 : 층쿠 / 편곡 : 스즈키Daichi히데유키
3. 浪漫 ~MY DEAR BOY~ (Instrumental)

## 참여 뮤지션
※괄호는 트랙 번호
- 스즈키 슌스케 - 프로그래밍, 기타 (1)
- 가와조에 도모히사 - 베이스 기타 (1)
- KONTA - 소프라노 색소폰 (1)
- 도바시 아키오 - 키보드 (1)
- 층쿠♂ - 코러스 (1)
- 스즈키Daichi히데유키 - 전 악기 (2)
- 다케우치 히로아키 - 코러스 (2)

## 차트
- 골드 (일본 레코드 협회)
- 주간최고순위 4위 (오리콘 차트)